# Hemerocoetidae
Die Hemerocoetidae sind eine Familie bodenlebender, kleiner Meeresfische, die im Pazifik und im Indischen Ozean vorkommen.

## Merkmale
Die Arten der Hemerocoetidae sind langgestreckte Fische, die drei bis 28 cm lang werden. Beide Kiefer sind normalerweise gleich lang oder der Oberkiefer ist etwas länger als der Unterkiefer. Die Schuppen entlang der Seitenlinie sind dreilappig oder am Hinterrand gesägt. Normalerweise haben die Fische zwei Rückenflossen, die erste, sehr kurze, kann auch fehlen. Die Flossenstacheln der Rückenflosse stehen an der Basis sehr eng zusammen. Die Schuppen der Seitenlinie sind dreilappig oder gesägt. Bei einigen Arten der Gattung Hemerocoetes tragen die Männchen eine Bartel an der Schnauzenspitze.
- Flossenformel: Dorsale II–VI/6, Caudale  7–8.[1]

## Systematik
Die Hemerocoetidae wurden 1873 durch den deutschen Zoologen Johann Jakob Kaup beschrieben und als Unterfamilie (Hemerocoetinae) den Percophidae zugeordnet. Die Percophidae stellen jedoch kein Monophylum dar, sondern sind eine Gruppe bodenbewohnender Fische, die sich konvergent entwickelt haben, aber nicht näher miteinander verwandt sind. So sind die Bembropidae (ex Bembropinae) schon 2013 in den Rang einer eigenständigen Familie erhoben worden. Mitte 2015 veröffentlichte die Grundelexpertin Christine Thacker eine Studie über die Verwandtschaft der Sandtaucher (Trichonotidae) mit den Grundeln (Gobiidae), in der auch zwei Taxa der Percophidae einbezogen wurden, da sie in der Vergangenheit zusammen mit den Sandtauchern in die paraphyletischen Trachinoidei eingeordnet wurden. Thacker und Kollegen gaben den Hemerocoetidae erstmals Familienrang und stellten eine nahe Verwandtschaft mit den im selben Lebensraum vorkommenden Sandhöhlenfischen (Creediidae) fest, die die Schwestergruppe der Hemerocoetidae sind und mit ihnen die Unterordnung Hemerocoetoidei bilden. Weitere Verwandte sind die Glas- oder Beilfische (Pempheridae), die Perlbarsche (Glaucosomatidae), die Panzerköpfe (Pentacerotidae), die Banjofische (Banjos), die Laternenbäuche (Acropomatidae), die Wrackbarsche (Polyprionidae), die Howellidae und die Ostracoberycidae. Diese monophyletische, bei Tacker und Kollegen namenlose Gruppe bildet in der aktuellen Revision der Knochenfischsystematik die Ordnung der Pempheriformes bzw. Acropomatiformes.

## Arten
Bisher wurden 27 heute noch valide Arten beschrieben:
- Gattung Acanthaphritis

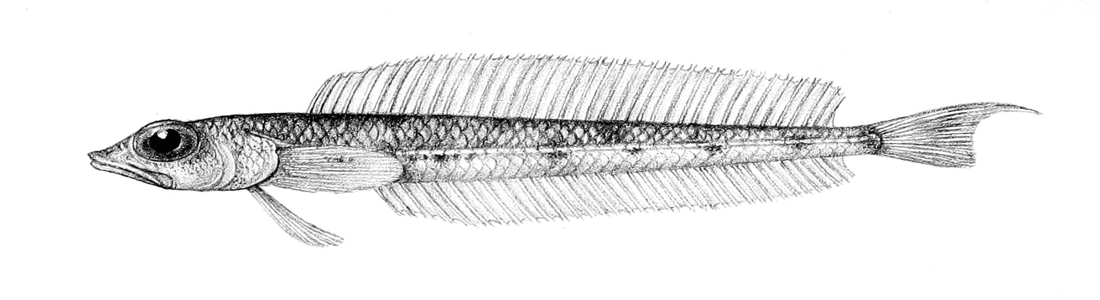
Hemerocoetes macrophthalmus

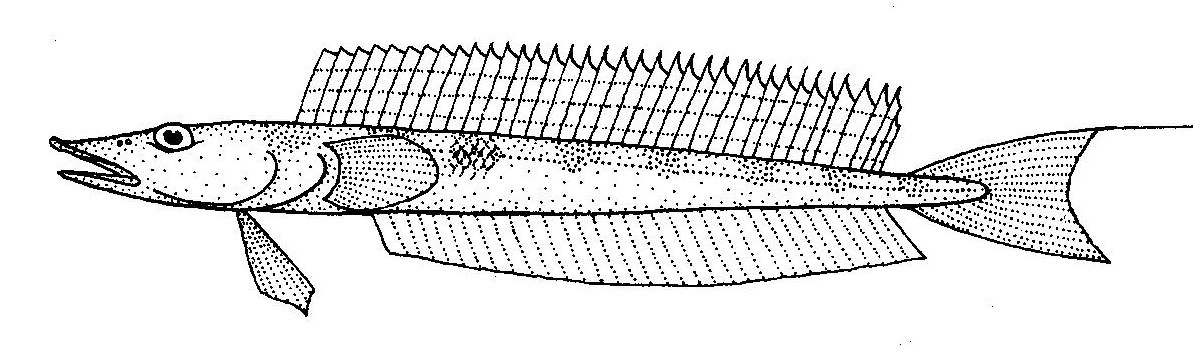
Hemerocoetes monopterygius

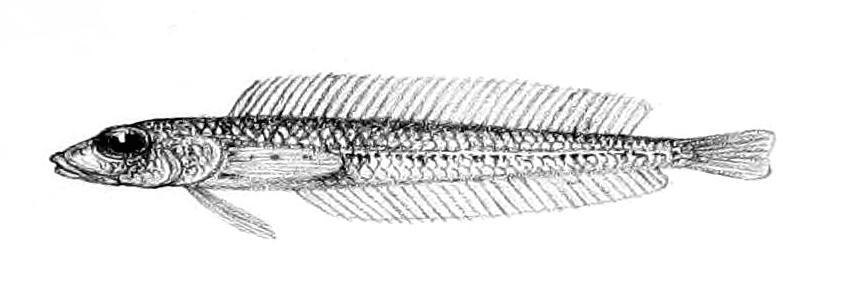
Hemerocoetes pauciradiatus

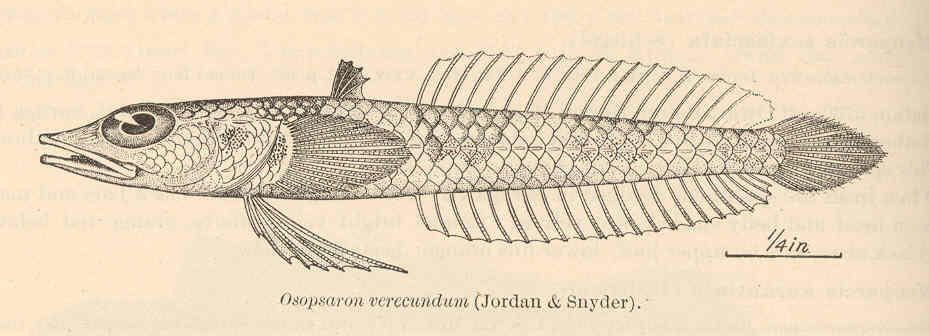
Osopsaron verecundum

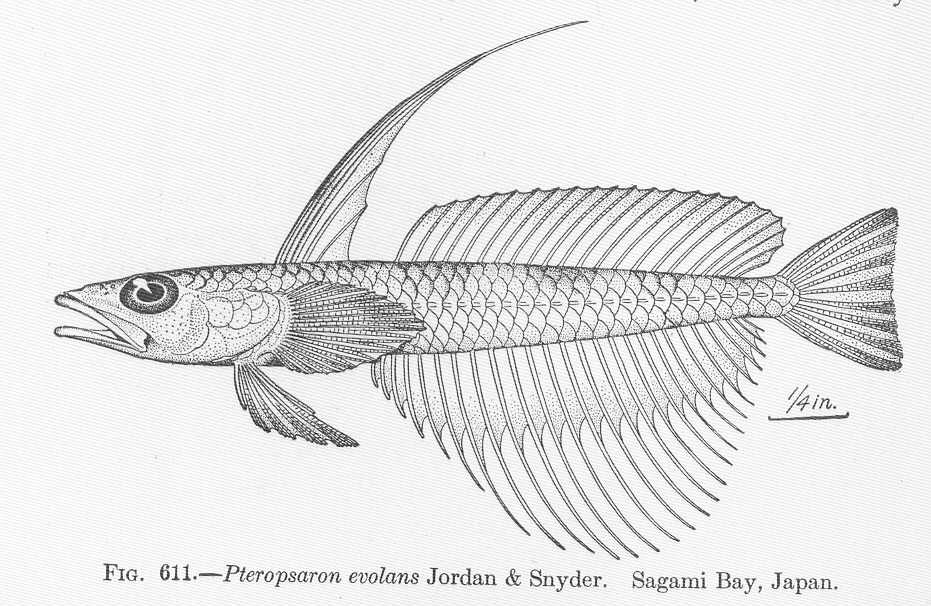
Pteropsaron evolans

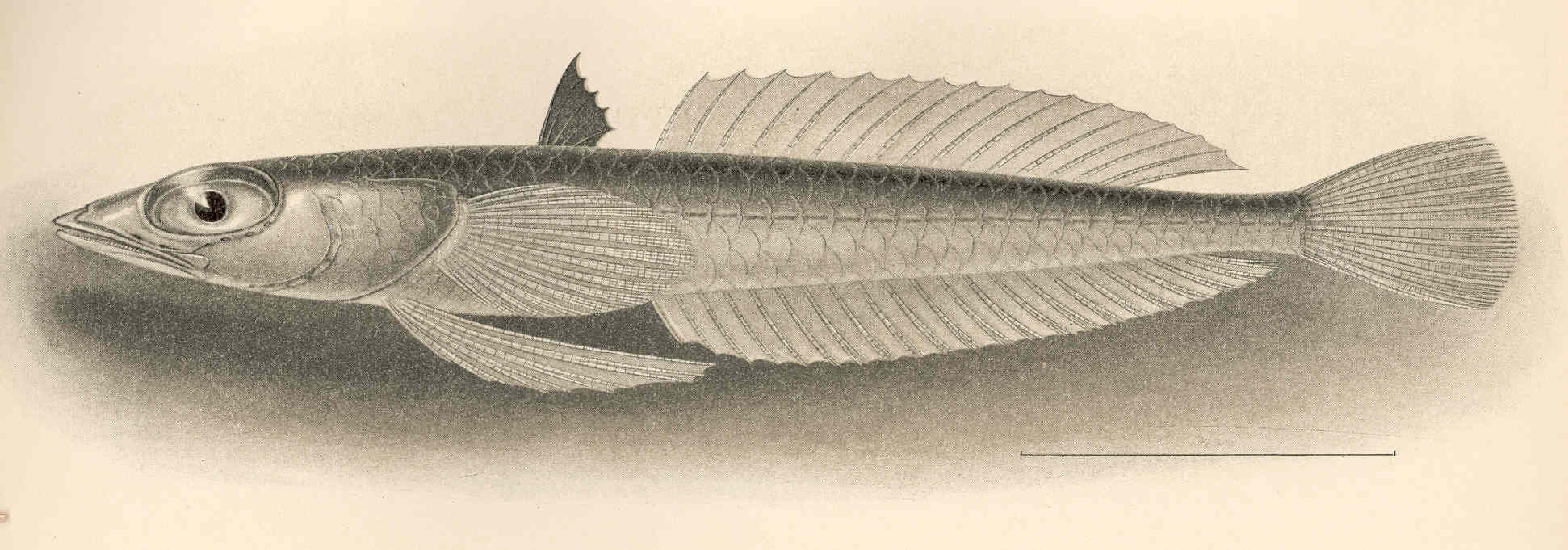
Pteropsaron incisum

  - Acanthaphritis barbata (Okamura & Kishida, 1963).
  - Acanthaphritis grandisquamis Günther, 1880.
  - Acanthaphritis ozawai (McKay, 1971).
  - Acanthaphritis unoorum Suzuki & Nakabo, 1996.
- Gattung Dactylopsaron
  - Dactylopsaron dimorphicum Parin & Belyanina, 1990.
- Gattung Enigmapercis
  - Enigmapercis acutirostris Parin, 1990.
  - Enigmapercis reducta Whitley, 1936.
- Gattung Hemerocoetes
  - Hemerocoetes artus Nelson, 1979.
  - Hemerocoetes macrophthalmus Regan, 1914.
  - Hemerocoetes monopterygius (Schneider, 1801).
  - Hemerocoetes morelandi (Nelson, 1978).
  - Hemerocoetes pauciradiatus Regan, 1914.
- Gattung Matsubaraea
  - Matsubaraea fusiformis (Fowler, 1943).
- Gattung Osopsaron
  - Osopsaron formosensis Kao & Shen, 1985.
  - Osopsaron karlik Parin, 1985.
  - Osopsaron verecundum (Jordan & Snyder, 1902).
- Gattung Pteropsaron
  - Pteropsaron dabfar Iwamoto, 2014.
  - Pteropsaron evolans Jordan & Snyder, 1902.
  - Pteropsaron heemstrai Nelson, 1982.
  - Pteropsaron incisum Gilbert, 1905.
  - Pteropsaron indicum Victor & Kumar, 2019.
  - Pteropsaron levitoni Iwamoto, 2014.
  - Pteropsaron longipinnis Allen & Erdmann, 2012.
  - Pteropsaron natalensis (Nelson, 1982).
  - Pteropsaron neocaledonicus Fourmanoir & Rivaton, 1979.
  - Pteropsaron springeri Smith & Johnson 2007.
- Gattung Squamicreedia
  - Squamicreedia obtusa Rendahl, 1921.